# Rubidiumplatinid
Rubidiumplatinid ist eine anorganische Verbindung des Rubidiums mit Platin. Da eine deutliche Ladungstrennung mit Rubdium-Kationen und anionischem Platin vorliegt, handelt es sich um ein Platinid.

## Herstellung
Rubidiumplatinid kann aus frisch hergestelltem Rubidium (Reduktion von Rubidiumchlorid mit Calcium) und Platinschwamm hergestellt werden. Das Rubidium und der Platinschwamm werden in eine Tantalampulle gegeben und verschlossen. Diese Tantalampulle mit den Reaktanten wird zusätzlich in eine evakuierte Silikaampulle eingekapselt und das Reaktionsgemisch mit 50 °C pro Stunde auf 700 °C erhitzt. Die Temperatur wird für zwei Tage gehalten und dann mit 10 °C pro Stunde abgekühlt. Überschüssiges Rubidium kann bei 130 °C im Vakuum abdestilliert werden.

## Eigenschaften
Rubidiumplatinid ist ein graues kristallines Pulver. Es bildet rhomboedrische Kristalle mit a = 2,6415 Å und c = 17,871 Å. Dabei liegen Rubidium-Kationen und anionisches Platin vor.